# Telgruc-sur-Mer
Telgruc-sur-Mer is een gemeente in het Franse departement Finistère (regio Bretagne). De plaats maakt deel uit van het arrondissement Châteaulin. Telgruc-sur-Mer telde op 1 januari 2022 2.145 inwoners.

## Geografie
De oppervlakte van Telgruc-sur-Mer bedroeg op 1 januari 2022 28,29 vierkante kilometer; de bevolkingsdichtheid was toen 75,8 inwoners per km².

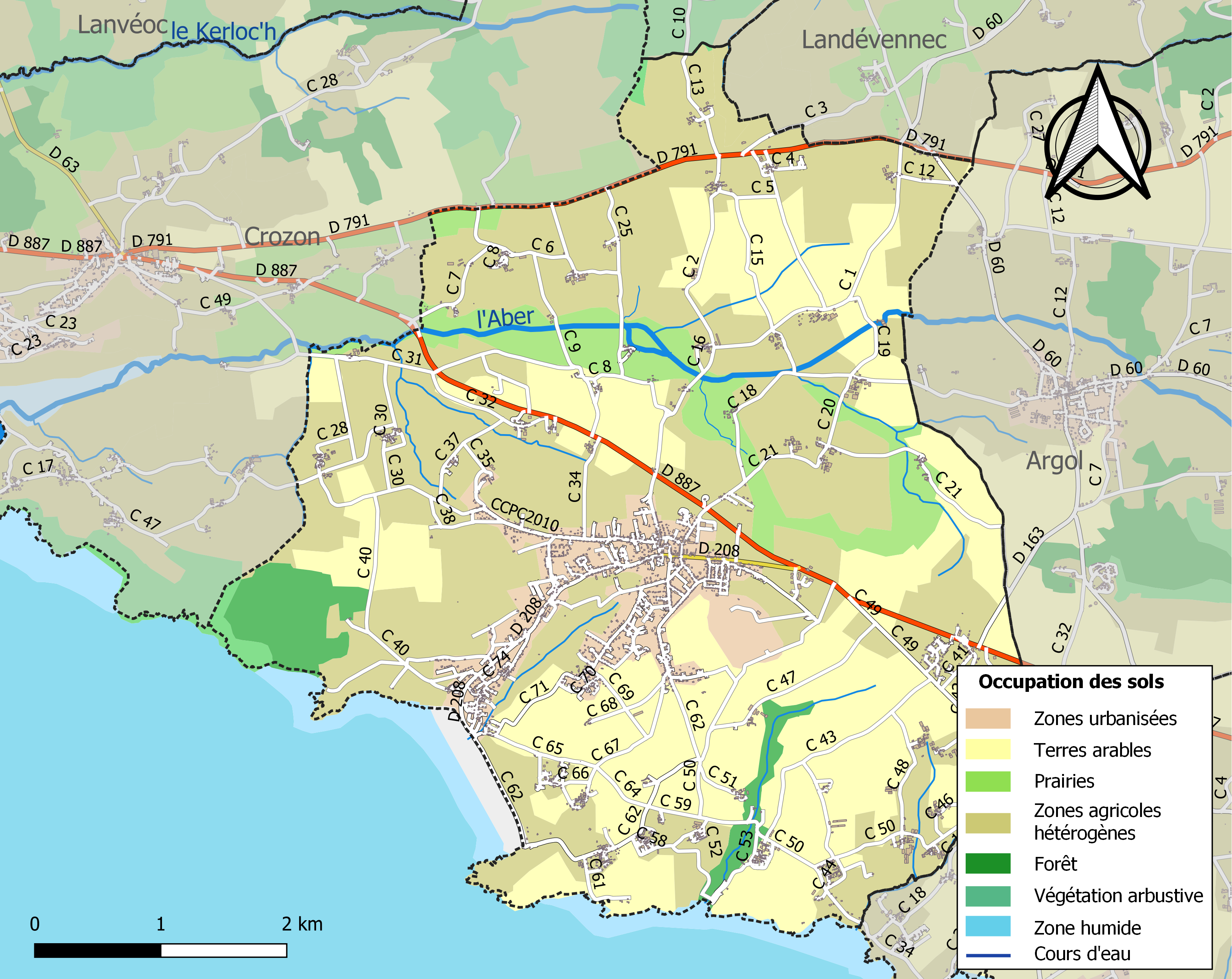
Kaart van de gemeente met belangrijkste infrastructuur, bodemgebruik en omliggende gemeenten

## Demografie
Onderstaande figuur toont het verloop van het inwonertal (bron: INSEE-tellingen).